# Nano di corte

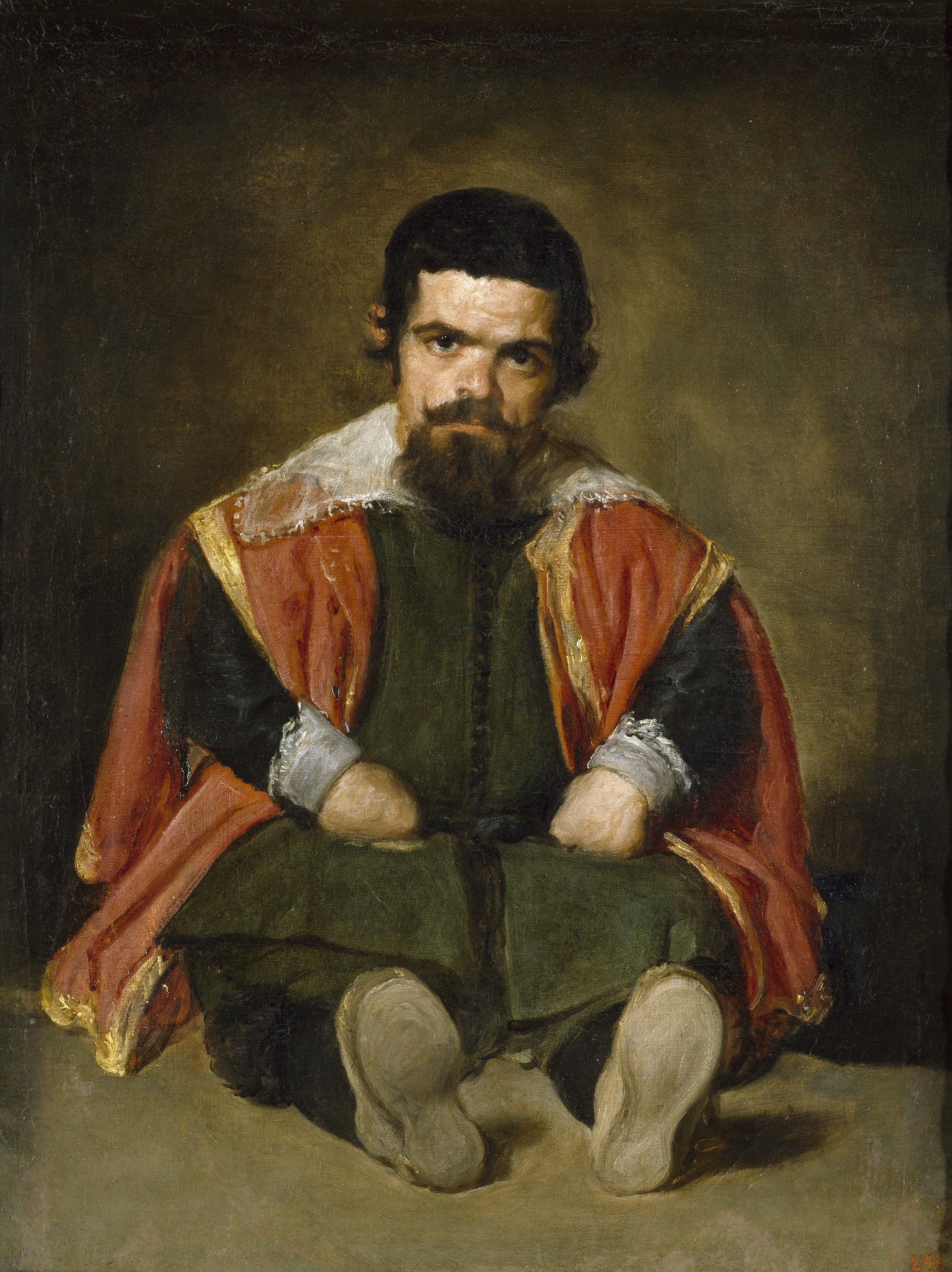
Ritratto di Sebastián de Morra di Diego Velázquez c. 1645

Alcuni dei primi nani ad essere ricordati nella storia spesso svolgevano la professione di nano di corte. Venivano acquistati e venduti in seno alla corte o portati in dono a re o regine.

## Effetto visivo
I nani di corte, oltre che per questioni di divertimento, apparivano spesso a fianco dei sovrani nel corso dei principali eventi e cerimonie pubbliche dal momento che, a causa della loro bassa statura, potessero far apparire ancora più grandi ed evidenti i sovrani.

## Antico Egitto, Grecia e Roma

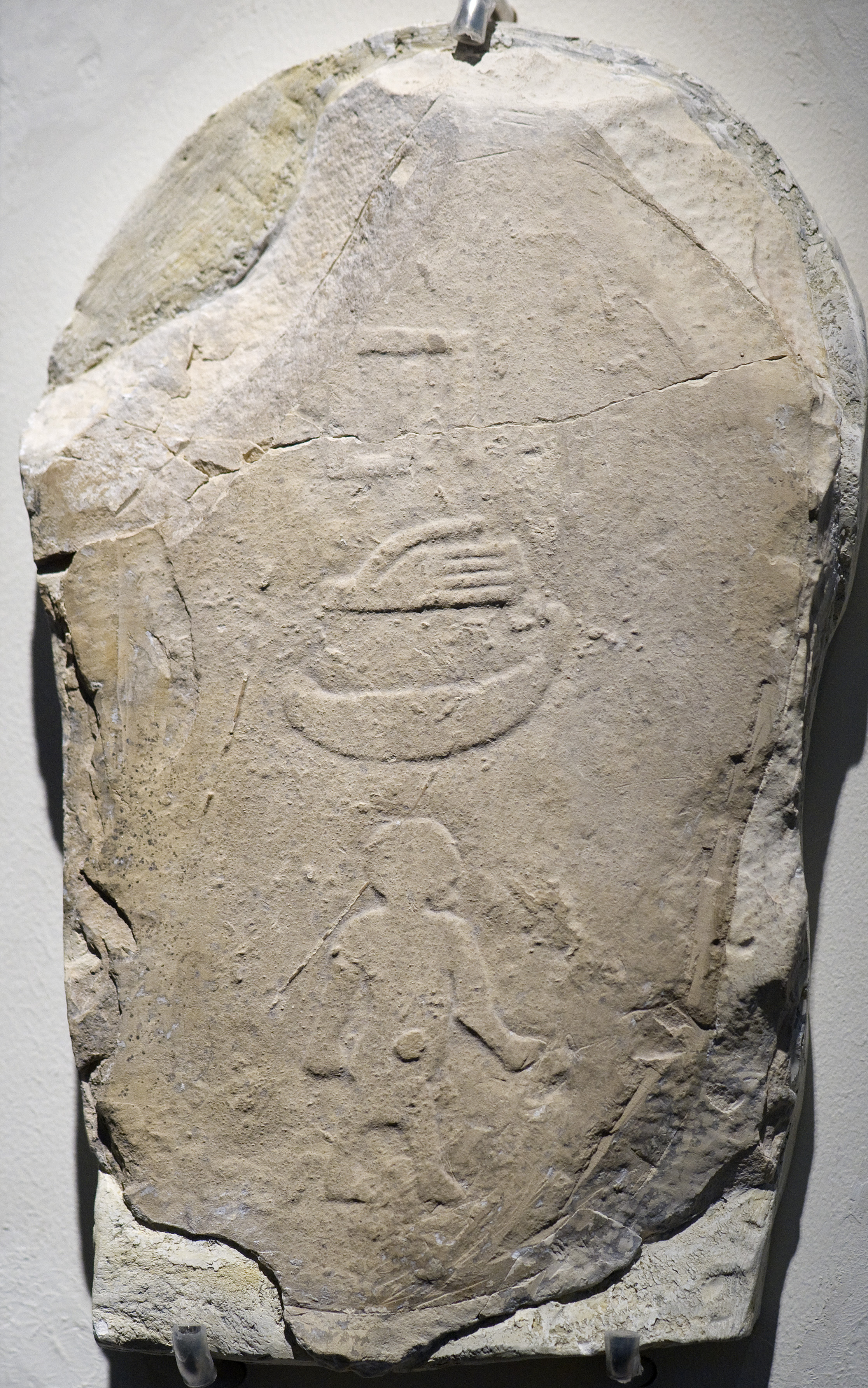
Stele con geroglifici che mostra la testa di un nano di corte, morto col suo padrone (oggi al Rijkmuseum, ritrovato originariamente nella tomba del faraone Den, 2850 a.C., I dinastia)

Sin dai tempi più remoti, i nani attirarono l'attenzione delle persone ed i sovrani erano spesso in competizione tra loro per cercare di ottenerne anche più di uno per allietare la propria corte. Nell'Antico Egitto i nani erano visti come persone associate a particolari doti sacre e pertanto possedere un nano era simbolo di alta posizione sociale.
Fileta di Cos, poeta e grammatico (c. 330 a.C.), tutore di Tolomeo Filadelfo, era con tutta probabilità un nano dato che nelle descrizioni i contemporanei dicevano di lui che era costretto a portare scarpe chiuse per evitare che il vento gliele portasse via data la sua leggerezza. I romani praticavano quello che modernamente è divenuto noto col termine spagnolo di Comprachicos, ovvero rendevano nani artificialmente dei bambini sin dalla loro nascita, impedendo loro una crescita regolare al fine di produrre dei nani un domani. Nella lingua latina esistevano infatti i termini nanus o pumilo che erano utilizzati in maniera indifferente per descrivere i nani artificiali o naturali. Giulia, nipote di Augusto, aveva un nano di nome Coropas che era alto 71 cm ed una cameriera, Andromeda, che aveva la medesima altezza.

## Gran Bretagna
La tradizione inglese fa risalire la prima presenza di nani di corte al testo di un'antica ballata popolare: "In Arthur’s court Tom Thumb did live"; ("Alla corte di re Artù viveva Tom Thumb") con evidenza al termine "Thumb" che significa "pollice", ovvero "alto come un pollice", quindi molto basso di statura, ed un personaggio col medesimo nome ed impiego sembra essere vissuto alla corte di re Edgar. Il primo nano di corte di cui però si abbia una documentazione precisa sembra essere stato John Jarvis alto 61 cm, che era paggio della regina Maria I d'Inghilterra. Il di lei fratello Edoardo VI aveva un nano di nome Xit.
Il primo nano inglese assurto agli onori delle cronache storiche fu invece Jeffery Hudson (1619–1682). Questi era figlio di un macellaio di Oakham, Rutland, che allevava e abbatteva tori per George Villiers, I duca di Buckingham. Nessuno dei due genitori di Jeffery aveva problemi di nanismo, ma lui già a nove anni misurava appena 46 cm per quanto graziosamente proporzionato. Durante un pranzo dato dal duca in onore di Carlo I, venne portato in scena per la prima volta per il divertimento dei sovrani, uscendo da una torta appositamente confezionata, e da allora venne adottato nella corte della regina Enrichetta Maria. Seguì le fortune della corte durante il periodo della Guerra civile inglese e si dice che sia stato anche creato capitano di un cavallo, guadagnandosi il soprannome di "strenous Jeffery".
Combatté due duelli, di cui uno contro un tacchino, battaglia ricordata anche da Davenant. Per due volte Jeffery venne fatto prigioniero (una volta a Dunkirk mentre ritornava dalla Francia per conto della regina, mentre la seconda volta fu quando cadde nelle mani dei pirati turchi). Secondo sue stesse dichiarazioni, furono queste sofferenze e l'età ormai raggiunta che lo fecero incrementare in altezza sino a 114 cm. Con la Restaurazione, tornò in Inghilterra dove visse grazie ad una pensione garantitagli dal duca di Buckingham. Venne successivamente accusato di aver preso parte al Popish Plot, e venne imprigionato a Gate House. Venne rilasciato e poco dopo morì all'età di 63 anni.
Contemporanei furono altri due nani della corte di Enrichetta Maria, Richard Gibson e sua moglie Anne. I due si sposarono per volontà della regina; i due misuravano insieme 2,18 m. La coppia ebbe nove figli, cinque dei quali sopravvissero e furono tutti di statura ordinaria. Edmund Waller celebrò le nozze, Evelyn designò il marito come "compendio di un uomo", e Lely li raffigurò mano nella mano. Gibson era inoltre miniaturista per Carlo I, e venne nominato maestro di pittura da Giacomo II per le sue figlie, Maria II e Anna. Gibson era originario del Cumberland ed iniziò la sua carriera come paggio, dapprima in una casa di aristocratici e poi a corte, dove morì nel 1690, a sessantacinque anni, venendo sepolto a Covent Garden. L'ultimo nano di corte al servizio in Inghilterra fu Coppernin, a servizio della principessa (Augusta) del Galles, madre di Giorgio III. La tradizione si estinse definitivamente col XVIII secolo.

## Spagna

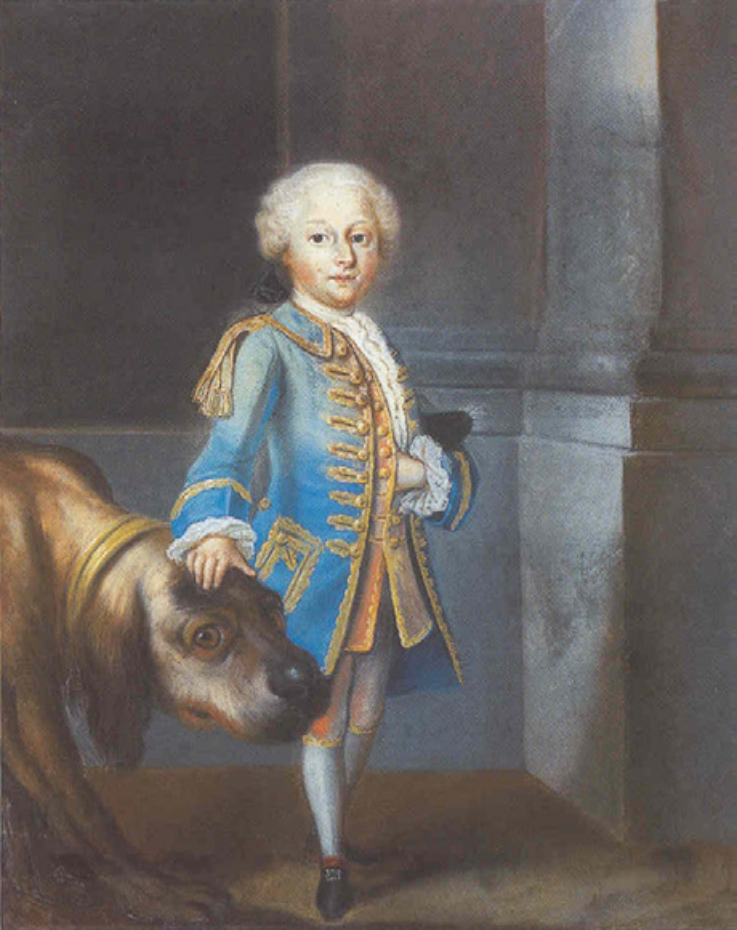
Ritratto di Nicolas Ferry (1741–1764), noto come Bébé, era il nano di corte di re Stanislao II di Polonia.

Dei nani di corte europei, i più famosi erano certamente quelli di Filippo IV di Spagna, molti dei quali vennero raffigurati ad opera di Diego Velázquez.

## Polonia
Stanislao II di Polonia fu proprietario di Nicolas Ferry ("Bébé"), il quale misurava 84 cm. Era il primo di tre figli tutti affetti da nanismo di una coppia dei Vosgi. Morì a 23 anni nel 1764.

## Svezia
La principessa polacca Caterina Jagellona (1526-1583), sposò Giovanni III, duca di Finlandia e poi re di Svezia, ed ebbe per confidente Dorothea Ostrelska, una donna nana. Dosieczka, nome con cui era nota, era l'unico membro dell'entourage di Caterina che ella mantenne con sé mentre si trovava imprigionata da re Eric XIV dal momento che suo marito, fratello del sovrano, si era ribellato alla corona.

## Francia
Richebourg (1756–1846), era alto solo 58 cm. Iniziò la sua attività di servitore per la famiglia Orleans. Ebbe una vita travagliata durante gli anni della Rivoluzione francese, riuscendo a fuggire da Parigi solo tra le braccia di una nutrice, accompagnato da una serie di dispacci pericolosi, diretti ai centri della controrivoluzione. Morì a Parigi nel 1858, all'età di 90 anni.

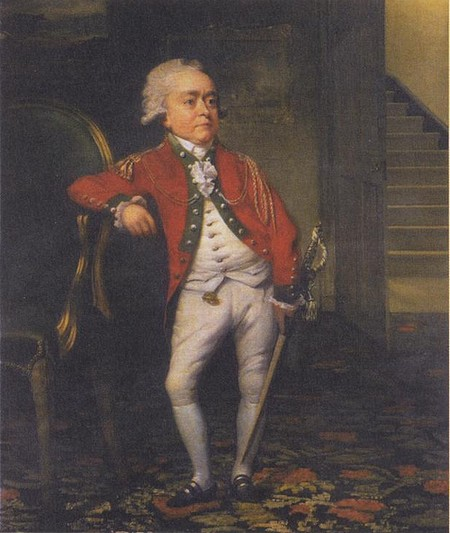
Ritratto di Józef Boruwlaski (1739–1837), nano di corte
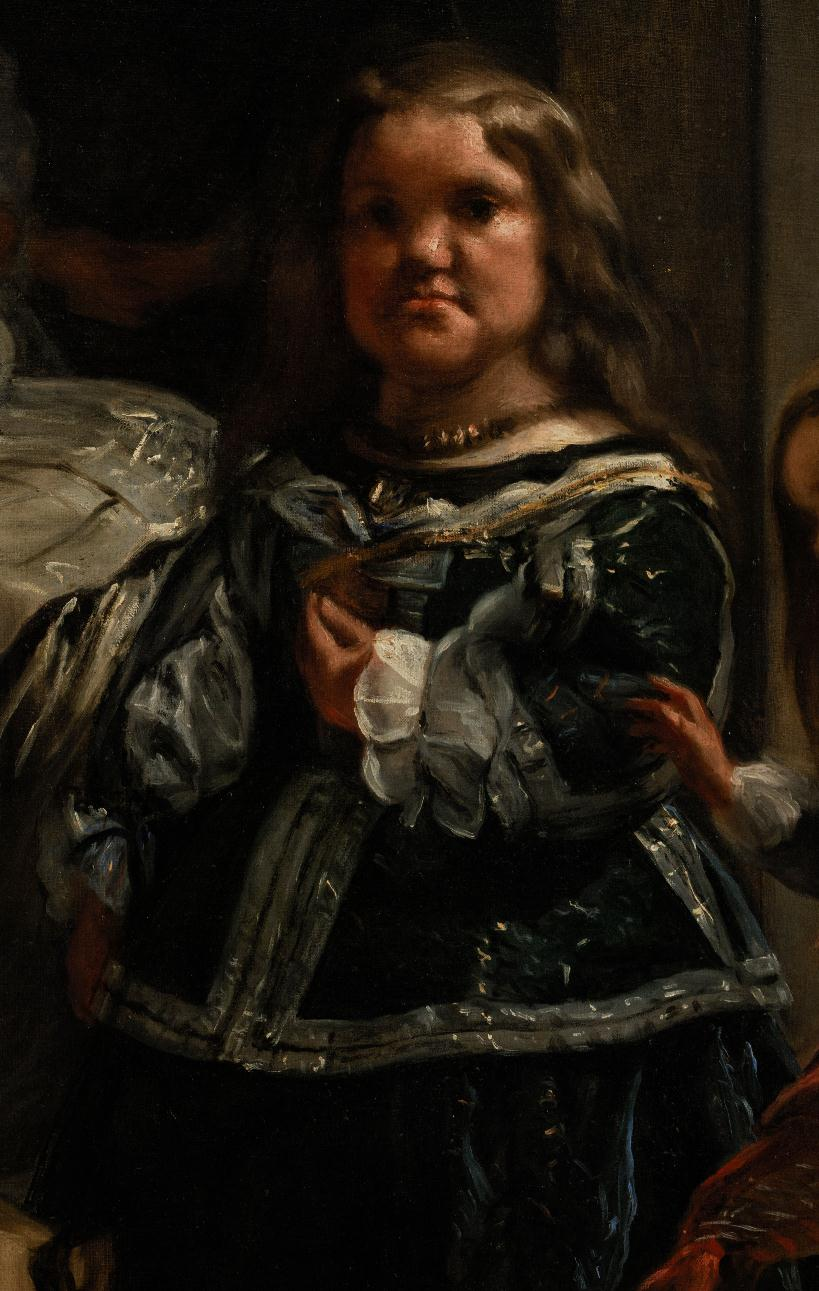
Dettaglio di Las Meninas di Diego Velázquez che mostra una nana di corte

## Cina
Si Maqian, antico storico cinese, fu il primo a descrivere l'uso di nani da corte nella cultura orientale. Egli scrisse di You Zan, un nano di corte all'epoca del primo imperatore di Qin (r. 259 - 210 a.C.). In un passaggio viene detto che un giorno You, notando delle guardie di guardia all'esterno del palazzo dove l'imperatore stava tenendo un banchetto, sia rientrato e abbia chiesto per loro il cambio della guardia così che potessero riposarsi all'interno.
Non sempre ad ogni modo i nani erano trattati bene dai loro padroni in Cina. Un agiografo di Confucio, diverso tempo dopo la sua morte, disse che il saggio aveva ordinato l'uccisione di diversi nani di corte dopo dei diverbi a seguito di alcuni dibattiti. In Cina vennero sfruttati anche per scopi sessuali: Martin Monestier scrisse che l'imperatore Hsuan-Tsung costruì un "Luogo di riposo per mostri desiderabili" per questo scopo. I nani erano inclusi tra questi "mostri". L'imperatore Wu Di, che regnò durante la dinastia Han Occidentale, importò numerosi nani come schiavi o giullari. Yang Cheng, un governatore provinciale, intervenne per aiutarli, ma la pratica continuò ugualmente.